# 定禅寺
定禅寺（じょうぜんじ）は、かつての仙台藩・陸奥国領仙台城の城下町にあった寺。現在の宮城県仙台市青葉区本町3丁目の仙台第一地方合同庁舎の敷地を中心に、宮城県行政庁舎にかけて寺域が広がっていた。
参道が、国分町（奥州街道。北緯38度15分56.6秒 東経140度52分8.1秒）から同寺の門前を当時北端としていた東三番丁（北緯38度15分59秒 東経140度52分20.9秒 / 北緯38.26639度 東経140.872472度）まで通じ、「定禅寺通」と名付けられた（Google マップ）。同通りは1873年（明治6年）に同寺が廃寺となった後も地名や道路名として残り、戦後に「杜の都・仙台」の象徴の1つになった。現在、沿道の団体や商業施設には「定禅寺」と名付けている例が見られるが、これらは「定禅寺通」の方を指している。

## 歴史
創建年および当初の所在地は不明だが、戦国時代から伊達氏の祈願寺として重んじられた真言宗寺院である。
1601年1月28日（慶長5年12月24日）より、伊達政宗の命により仙台城（北緯38度15分11.6秒 東経140度51分23.7秒 / 北緯38.253222度 東経140.856583度）および城下町の建設が始まるがこの時、同城の鬼門封じのために当時の城下北東縁にあたる仙台上町段丘上に建設された。そのため、段丘崖下の入口（北緯38度15分59秒 東経140度52分20.9秒 / 北緯38.26639度 東経140.872472度）、段丘崖を上がる階段、および、定禅寺は、仙台城本丸から北東に引いた直線上に一直線に並んでいた。
仙台藩では、第4代藩主・伊達綱村の時代までに仙台藩家臣の家格が確立したが、第5代藩主・伊達吉村は寺格を定めた。このとき、家臣団における最高家格の「一門衆」よりも上位に藩内17ヶ寺（城下14、塩竈1、松島2）を位置付けて「一門格」を与えた。城下の真言宗の「一門格」には、龍宝寺（大崎八幡別当）と千手院（亀岡八幡別当 - 廃寺）と共に、定禅寺も選ばれた。
明治維新の廃仏毀釈の風潮の中、1870年（明治3年）に定禅寺は炎上・焼失した。仙台藩は戊辰戦争に敗戦したため知行域が大きく減らされて困窮し、1871年（明治4年）の廃藩置県で消滅。後ろ盾を失った定禅寺は復興することが出来ず、1873年（明治6年）に廃寺となった。
江戸時代の仙台の政治・軍事の中心だった仙台城が明治政府によって軍事のみに限定されると、仙台藩藩校・養賢堂用地が広く残る勾当台地区に政治・行政施設が集積した。これにより、江戸時代の仙台の文化・教育の中心であった勾当台地区は仙台の行政・文教の中心となり、勾当台地区の一角にある定禅寺の跡地には大日本帝国陸軍の病院が開院した。
同病院の敷地内には大正期頃に樹齢150年以上だったと考えられる「定禅寺桜」あり、高さ約4.5m、東西約24m、南北約27mに枝を広げ、「仙台第一の老樹」とも言われた。
1945年（昭和20年）7月10日、仙台空襲によって勾当台地区を含む仙台市中心部が焼失し、「定禅寺桜」も失われた。戦後に勾当台地区は行政および公園地区に整備され、文教施設は当時の郊外へ次々移転した。陸軍病院（旧定禅寺）の跡地には国の行政機関が入る仙台合同庁舎が建てられた。

### 年表
- 戦国時代より伊達氏の祈願寺となる[1]。
- 1601年（慶長6年）、仙台城の城下町に定禅寺が建設される[1][3]。
- 1868年1月27日（慶応4年1月3日）、戊辰戦争開戦。
- 1868年4月5日（慶応4年3月13日）、明治政府が「神仏判然令」を布告し、同政府支配地域で神仏分離が始まる。
- 1868年10月27日（明治元年9月12日）、明治政府に仙台藩が降伏。これにより、明治政府の法令が仙台藩にも実質的に及ぶようになり、藩内で神仏分離・廃仏毀釈が広まり始める[11]。
- 1869年1月19日（明治元年12月7日）、奥羽越列藩同盟諸藩に対する戦後処理が行われ、仙台藩は62万石から28万石に減封された。
- 1869年（明治2年）4月、困窮した仙台藩が禄制改革を実施し、寺社の知行地および扶持米を廃止[11]。寺社の困窮も始まる。
- 1870年2月3日（明治3年1月3日）、「大教宣布」[12]。
- 1870年（明治3年）、定禅寺が火災で焼失[9]。隣接する末寺の大聖寺まで類焼した[9]。
- 1871年8月29日（明治4年7月14日）、廃藩置県により仙台藩が廃止され、仙台県が設置される。これにより寺社は藩の後ろ盾を完全に失い、廃寺となる寺院が次々と出現し始める。
- 1871年12月13日（明治4年11月2日）、仙台城内に仙台県庁が開庁[13]。
- 1871年12月19日（明治4年11月8日）、仙台城が兵部省の所管となり、東北鎮台が使用することとなったため、仙台県庁が勾当台の養賢堂跡地に移転した[13]。
- 1872年2月16日（明治5年1月8日）、仙台県が宮城県に改称。
- 1873年（明治6年）、定禅寺が廃寺となる[8]。

後史
- 1877年（明治10年）12月、東北鎮台に隣接する亀岡御殿（仙台城二の丸北西）辺りに設置されていた仙台鎮台病院が定禅寺跡地に移転[14]。のちに仙台衛戍病院、さらに仙台陸軍病院に改称。
- 1945年（昭和20年）7月10日、仙台空襲で病院および「定禅寺桜」が焼失[10]。
- 1966年（昭和41年）、病院跡地（旧定禅寺跡地）に仙台合同庁舎が完成[15]。

## その他
- 17世紀後半の延宝年間の仙台城下絵図には、天神社（現・榴岡天満宮）の門前（同社南側）から孝勝寺の北東にかけて「定禅寺門前屋敷」が記してある[6]。ただし、定禅寺と同屋敷との関係の詳細は不明。